# 抗日遗址柯氏宗祠
抗日遗址柯氏宗祠，位于中国广东省湛江市雷州市雷高镇扶柳村，为湛江市雷州市的一个市级文物保护单位，类型为近现代重要史迹及代表性建筑，公布时间为1994年9月13日。
抗日遗址柯氏宗祠的历史年代为抗日战争时期。